# (3683) Baumann
(3683) Baumann est un astéroïde de la ceinture principale.

## Description
(3683) Baumann est un astéroïde de la ceinture principale. Il fut découvert le 23 juin 1987 à La Silla par Werner Landgraf. Il présente une orbite caractérisée par un demi-grand axe de 3,14 UA, une excentricité de 0,12 et une inclinaison de 15,9° par rapport à l'écliptique.

## Compléments